# Palpatine
Sheev Palpatine, noto anche col nome Sith di Darth Sidious, o Lord Sidious, e, dopo la proclamazione dell'Impero Galattico, come l'Imperatore, è un personaggio immaginario e il principale antagonista della saga fantascientifica Guerre stellari, nella quale è interpretato da Ian McDiarmid. Compare nelle vesti del tirannico Imperatore della galassia nella trilogia originale e nella serie animata Star Wars Rebels, mentre appare nelle vesti di cancelliere della Repubblica nella trilogia prequel, nel film d'animazione Star Wars: The Clone Wars e nell'omonima serie animata. 
Dapprima senatore carismatico di Naboo, Palpatine è, in realtà, Darth Sidious, il Signore Oscuro dei Sith, secondo molti estinti da mille anni. In breve tempo, con l'inganno e la manipolazione, riesce a diventare cancelliere supremo della Repubblica durante le guerre dei cloni. Dopo essersi rivelato, durante le ultime fasi della guerra, arriva a portare in atto l'annientamento dell'ordine Jedi, provoca il crollo della Repubblica ponendo le basi dell'Impero Galattico di cui si autoproclama Imperatore ed ordina la smobilitazione generale delle forze separatiste causando di fatto la fine della guerra. Dopo aver avuto come apprendisti Darth Maul e il conte Dooku, riesce a piegare al suo volere il potente cavaliere Jedi Anakin Skywalker, che servirà al suo fianco nell'Impero col nome di Dart Fener. Il regno di Palpatine giunge all'epilogo quando il pentito Fener lo uccide per salvare il proprio figlio, Luke Skywalker. Trent'anni dopo si scopre che Palpatine è riuscito a sopravvivere grazie al lato oscuro della Forza, entrando in uno stato di non-morte, e annuncia il suo ritorno con un'immensa flotta di star destroyer. Alla fine risorgerà completamente, ma stavolta verrà annientato definitivamente da sua nipote Jedi Rey, apprendista di Luke.
Dal momento della prima apparizione nel film L'Impero colpisce ancora, Palpatine è stato riconosciuto nella cultura di massa come simbolo del male, dell'inganno sinistro, della tirannia, della sete di potere e della sovversione della democrazia.

## Il personaggio

### Il ruolo nella saga
All'interno della saga cinematografica, Palpatine inizialmente è il senatore di Naboo; in seguito alla sfiducia data al cancelliere Finis Valorum, viene eletto cancelliere supremo della Repubblica e tale rimane fino alle guerre dei cloni, quando, dopo una serie di astute mosse che portano all'annientamento dell'ordine Jedi, proclama la nascita dell'Impero, ponendosi a capo di esso come Imperatore Galattico. Per poter ottenere il controllo della galassia prende tre allievi: Darth Maul, il conte Dooku (chiamato anche Darth Tyranus) e Anakin Skywalker (poi Dart Fener).
Come antagonista principale della saga, Palpatine è un personaggio importante, in quanto compare in tutta l'esalogia eccetto Guerre stellari, nel quale viene solo menzionato, per poi apparire per l'ultima volta ne L'Ascesa di Skywalker. Il personaggio è esplorato nell'universo espanso, sia nei romanzi che nei fumetti, dove viene spiegata la sua influenza all'esterno dei film.
Come detto dallo stesso Lucas, il personaggio è l'incarnazione del male puro e, in questa storia, ha il ruolo di Satana, del Diavolo tentatore, diabolico e maligno maestro dell'inganno, potentissimo signore oscuro dei Sith, che riesce a raggirare e a soggiogare anche alcuni tra gli Jedi più valorosi e potenti (come Dooku e Anakin), facendoli cedere al lato oscuro della Forza, rendendoli così suoi fedeli servitori. Il suo unico scopo è distruggere gli Jedi e governare la galassia col terrore.

### Interpreti e doppiatori

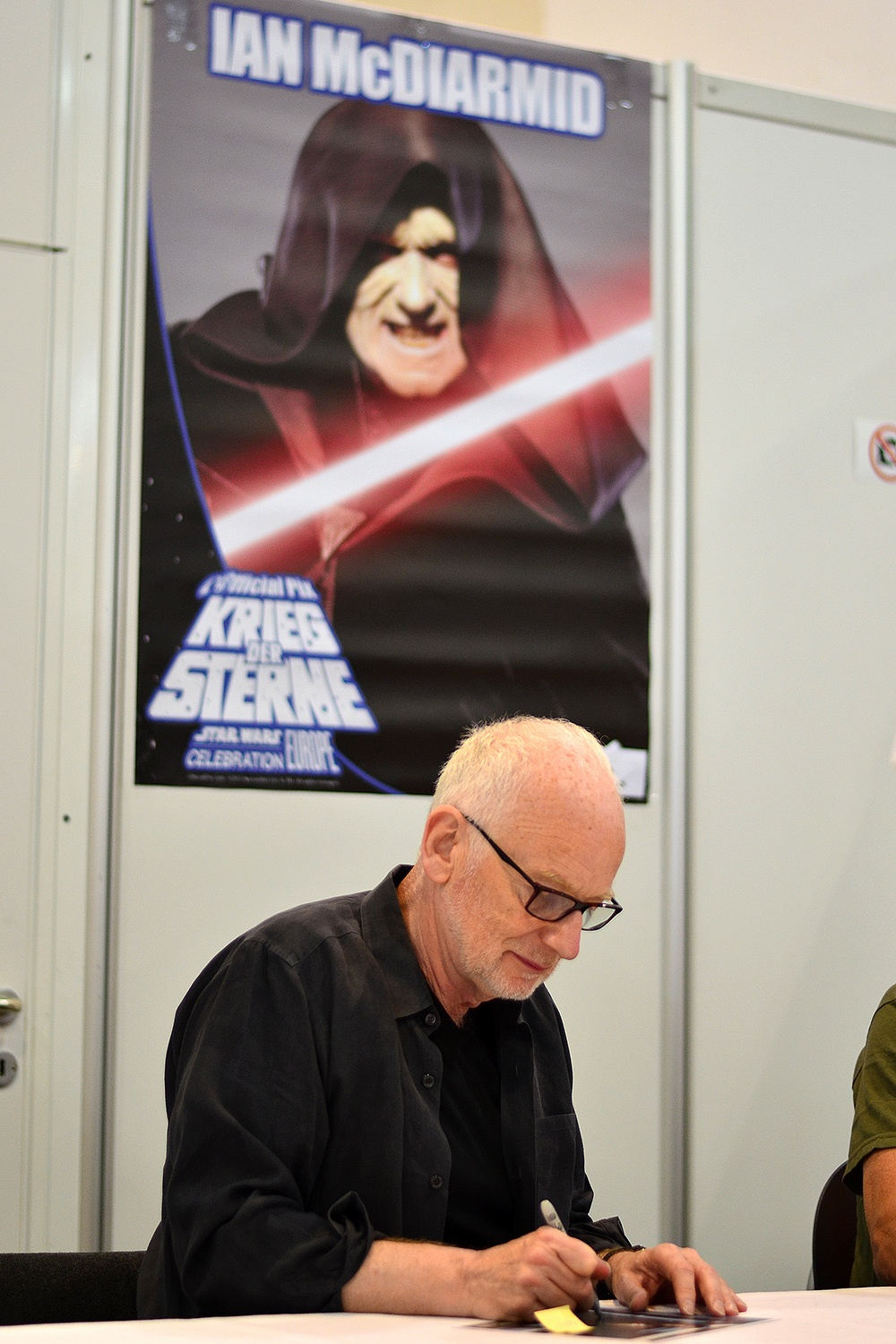
L'attore scozzese Ian McDiarmid (nella foto mentre firma autografi) ha interpretato il personaggio di Palpatine.

Alla sua prima apparizione, in L'Impero colpisce ancora Palpatine era interpretato dall'attrice Marjorie Eaton e doppiato in originale da Clive Revill e in italiano da Roberto Villa. Ne Il ritorno dello Jedi il personaggio viene interpretato da Ian McDiarmid (doppiato da Alvise Battain nella versione italiana), il quale successivamente interpretò il duplice ruolo di Palpatine-Sidious per tutta la trilogia prequel.
Nel 2004 la scena della prima apparizione del personaggio ne L'Impero colpisce ancora venne cambiata sostituendo l'immagine in ologramma dell'Imperatore interpretato dalla Eaton con una di McDiarmid, insieme ad una riscrittura parziale dei dialoghi del personaggio. Nel doppiaggio originale delle serie animate, Palpatine è stato doppiato da Ian Abercrombie fino alla sua morte nel 2012, e sostituito quindi da Tim Curry nella sesta stagione di Star Wars: The Clone Wars e da Sam Witwer (doppiatore originale di Maul) nel film pilota della seconda stagione di Star Wars Rebels. Sempre in Star Wars Rebels, McDiarmid torna a doppiare Palpatine nella quarta stagione.
Nell'Universo Espanso di Guerre Stellari, Nick Jameson dal 1994 ha dato la voce sia come cancelliere Palpatine che come Darth Sidious nei videogiochi di Guerre Stellari e nella serie animata del 2003 Clone Wars, fino al 2006, anno in cui venne sostituito da Ian Abercrombie.
In Italia la voce principale del personaggio è stata dal 1999 al 2018 quella di Carlo Reali, il quale ha doppiato l'Imperatore in quasi tutte le apparizioni cinematografiche e televisive (compresa la nuova versione della scena de L'Impero colpisce ancora), con l'eccezione di alcune sequenze di Sidious in Star Wars: Episodio I - La minaccia fantasma, dove nelle scene in cui era nominato come Darth Sidious venne doppiato da Gianni Bonagura, e di Star Wars: Episodio III - La vendetta dei Sith, dove Reali venne sostituito dal direttore del doppiaggio Francesco Vairano su richiesta della casa di produzione. Nel 2019, ne L'ascesa di Skywalker, Palpatine è stato doppiato nuovamente da Vairano, mentre nelle serie animate a partire dal 2020 la voce dell'imperatore è di Gianni Giuliano (con l'eccezione della parodia Lego Star Wars Holiday Special, dove ha la voce di Oliviero Dinelli).

## Apparizioni

### Film

#### L'Impero colpisce ancora
Il personaggio appare per la prima volta nel film L'Impero colpisce ancora, ambientato tre anni dopo Una nuova speranza. Appena saputa la notizia che la Morte Nera era stata distrutta dal giovane eroe ribelle Luke Skywalker, figlio di Anakin Skywalker, Palpatine apparve in ologramma davanti a Fener ordinandogli di portare al lato oscuro il giovane oppure, in caso di fallimento, di distruggerlo. Fener riesce ad attirarlo su Bespin intrappolando i suoi amici Ian Solo, Leila Organa e Chewbecca, con la compartecipazione di Lando Calrissian, ed ingaggia con lui un feroce duello di spade laser al termine del quale il Sith mozza la mano destra al giovane Jedi. Fener gli rivela di essere suo padre e tenta poi di convertire il figlio al lato oscuro ma Luke, nonostante il dolore per la ferita e per la sconvolgente rivelazione, decide di non cedere alle lusinghe del Lato Oscuro e si lascia precipitare nel vuoto, venendo poi salvato da Leila, Chewbecca e Lando (pentitosi del tradimento) (3 ABY).

#### Il ritorno dello Jedi

L'Imperatore osserva il duello finale tra Luke e Dart Fener.

È il principale antagonista del film Il ritorno dello Jedi. Sperando di mettere fine alla guerra civile galattica e consolidare il suo potere politico, Palpatine formula un piano complesso per attirare l'Alleanza Ribelle in una trappola mortale. Una seconda Morte Nera, più potente della precedente, viene costruita in orbita intorno alla Luna boscosa di Endor, protetta da un potente scudo deflettore proiettato dalla superficie della luna stessa. Nel 4 ABY, Palpatine permette alle spie ribelli di scoprire il luogo in cui si trova la stazione lasciando sfuggire di proposito informazioni false riguardo l'operatività del super laser. Sia Dart Fener sia l'Imperatore si recano a bordo della stazione, ritenendo che i ribelli non si lasceranno sfuggire l'opportunità di distruggere i due tiranni. Nelle intenzioni di Palpatine, inoltre, c'è il progetto di prendere Luke come nuovo apprendista, con l'intento di fargli eliminare Fener (replicando ciò che fece accadere più di vent'anni prima, quando fece uccidere l'ormai inutile Dooku da Fener, allora Anakin). Ciò che gli era sfuggito era che Luke era non solo diventato più potente grazie agli insegnamenti di Obi-Wan Kenobi e Yoda, ma era anche sempre più convinto di poter riportare il padre Fener al lato chiaro. Facendo portare Luke sulla Morte Nera, lo istiga facendogli vedere la battaglia tra la flotta ribelle e quella Imperiale e lo spinge ad affrontare suo padre. Malgrado Luke sconfigga Fener, decide di non ucciderlo, dimostrando la propria superiorità sull'Imperatore e sul lato oscuro. Capendo quanto il ragazzo sia pericoloso, Palpatine decide di ucciderlo, scagliando contro di lui una potente scarica di fulmini di Forza. Inaspettatamente, Fener, mosso dall'amore paterno, si ribella all'Imperatore, sacrificandosi per salvare il figlio, e scagliando Palpatine nel reattore della Morte Nera, ponendo fine alla tirannia del malvagio signore dei Sith.

#### La minaccia fantasma
Palpatine compare cronologicamente nel film La minaccia fantasma. Nel 32 BBY, Sidious (apparendo come tale e non come Palpatine) convince i leader neimoidiani della Federazione dei Mercanti a bloccare Naboo, in segno di protesta contro la tassazione di certe vie commerciali. I suoi piani trovano un grosso ostacolo quando il cancelliere Finis Valorum decide di far intervenire il maestro Jedi Qui-Gon Jinn e il suo padawan Obi-Wan Kenobi. Decide quindi di far procedere la Federazione all'invasione del pianeta per costringere la regina Padmé Amidala ad arrendersi alle sue forze. In seguito alla fuga di quest'ultima (scortata dai Jedi) da Naboo, decide di fare in modo di scalzare il cancelliere Valorum, spingendo (stavolta nelle vesti del senatore Palpatine) la regina a votargli la sfiducia. Ottenuto questo risultato si candida come suo successore e, avvisato del ritorno della Regina a Naboo, decide di far entrare in campo anche Darth Maul perché aiuti la Federazione nella battaglia di Naboo. Dopo questo conflitto, Sidious risulta di fatto sconfitto, poiché l'esercito di droidi della Federazione viene distrutto e Maul viene sconfitto da Obi-Wan (furioso per l'uccisione dell'amato maestro Qui-Gon da parte dello stesso Maul). Ciononostante, Palpatine può dirsi vittorioso, venendo eletto cancelliere supremo della Repubblica e decidendo di tenere d'occhio il talento del giovane Anakin Skywalker (che verrà preso come padawan da Kenobi).

#### L'attacco dei cloni
Appare anche nel film L'attacco dei cloni, ambientato dieci anni dopo il primo. Malgrado la perdita di un allievo, Palpatine riesce a trovarne un altro nel Conte Dooku (uno Jedi idealista, allievo del potente maestro Yoda e maestro di Qui-Gon Jinn), al quale dà il nome di Darth Tyranus. Per saggiarne le capacità e la fedeltà, lo spinge ad assassinare lo Jedi Sifo-Dyas (ex-amico e confidente di Dooku), il quale si era recato sul mondo acquatico di Kamino per ordinare un esercito di cloni per la Repubblica Galattica a nome dell'ordine Jedi. Infatti Dooku, dopo aver contattato il cacciatore di taglie mandaloriano Jango Fett per usarlo come matrice genetica dei cloni, si accorda col Sindacato Pyke, utilizzando lo pseudonimo di Tyranus, affinché questi attaccassero lo Shuttle Jedi 775519 di Sifo-Dyas, il quale era stato inviato su Oba Diah (pianeta sede dei Pyke) dal cancelliere supremo Valorum (poco prima della fine della sua carriera politica) insieme al suo assistente Silman; Sifo-Dyas morì nell'attacco allo shuttle e il suo corpo fu poi dato a Dooku mentre Silman, scampato per miracolo alla morte, fu catturato e imprigionato dai pyke. A seguito di ciò, approfittando del suo rango di maestro Jedi, Dooku cancella dal database del tempio Jedi le coordinate spaziali di Kamino e di altri trentacinque mondi, tra cui Byss, Dagobah e Dromund Kaas (32 BBY). Sotto ordine di Palpatine, Dooku organizza attorno a sé i signori di molti mondi e corporazioni malcontenti dell'operato della Repubblica e, tramite il supporto della Federazione dei Mercanti, della Gilda Commerciale, della Tecno Unione, dell'Alleanza Corporativa e del Clan Bancario Intergalattico, forma la Confederazione dei Sistemi Indipendenti e allestisce un grande esercito di droidi su Geonosis: nel tentativo di soddisfare il desiderio del viceré Nute Gunray di vedere morta la senatrice Padmé Amidala e di eliminare Obi-Wan Kenobi, che aveva scoperto i suoi loschi piani, fa scoppiare la prima battaglia di quella che in seguito verrà ricordata come le guerre dei cloni. Il grande progetto su cui Sidious aveva passato tanto tempo, cioè il primo conflitto a grande scala degli ultimi mille anni della Repubblica, inizia col piede giusto: ha al suo servizio innumerevoli soldati addestrati alla perfezione, fedeli solo a lui. In apparenza era la risposta della Repubblica agli attacchi dei separatisti; in realtà era una guerra civile iniziata dal capo di essa. Nel conflitto i poteri del cancelliere arrivarono al punto di poter invocare lo stato di emergenza, che gli dà la possibilità di intervenire nelle politiche planetarie esterne. Con Palpatine che chiede sempre più "misure di sicurezza" sotto forma di poteri di emergenza, molti senatori iniziano a indietreggiare da lui, formando una solida opposizione.

#### La vendetta dei Sith
Palpatine è il principale antagonista del film La vendetta dei Sith. Dopo una serie di eventi accaduti durante le guerre dei cloni, tutti a vantaggio del cancelliere, il Generale Grievous, il comandante supremo dell'esercito dei droidi, rapisce (per ordine dello stesso Darth Sidious) Palpatine dal suo ufficio durante un attacco separatista su Coruscant. Obi-Wan Kenobi e Anakin Skywalker, accorsi in suo soccorso, lo trovano legato alla poltrona nell'alloggio del generale sull'astronave Invisible Hand. Sopraggiunto il conte Dooku, quest'ultimo, al termine di un duello a tre durante il quale sconfigge Kenobi, viene ucciso da Anakin, dopo che lo stesso Palpatine gli dà l'ordine di farlo. Palpatine ha dunque modo di monitorare la corruttibilità del giovane e di liberarsi di Dooku, che ritiene ormai indebolito e inutile, oltre che un eventuale scomodo e pericoloso testimone se catturato dalla Repubblica.
In questo periodo, Palpatine insinua sempre più dubbi circa il lato oscuro nel giovane e potente Jedi, facendo leva su una visione in cui Anakin aveva visto la moglie, incinta, morire di parto. Rivelatosi ad Anakin come il signore dei Sith Darth Sidious, Palpatine gli promette che se passasse al Lato Oscuro, egli avrebbe il potere di salvare la moglie (narrandogli come Darth Plagueis avesse appreso tale potere). Confuso, Anakin riferisce la vera identità del cancelliere al potente maestro Mace Windu, che decide di affrontarlo nel suo studio accompagnato da Saesee Tiin, Agen Kolar e Kit Fisto. Palpatine dimostra immediatamente tutto il suo potere uccidendo in pochissimo tempo Tiin, Kolar e Fisto ma non riesce, apparentemente, a prevalere su Windu che, disarmatolo, lo costringe in un angolo. All'arrivo di Anakin, Palpatine tenta nuovamente di uccidere Windu mediante i fulmini di Forza, ma il Maestro Jedi usa la spada laser per rifletterli e respingerli sullo stesso Sith che, colpito dai suoi stessi fulmini, rimane orribilmente sfigurato in volto e privo di forze, ormai in balia di Windu. Anakin (ritenendo che Palpatine abbia il potere per salvare Padmé) chiede che il cancelliere sia risparmiato per essere giudicato ma Windu decide di ucciderlo, affermando che il Signore dei Sith tiene sotto controllo mentale il Senato che non lo condannerebbe. Confuso e attanagliato, Anakin mozza improvvisamente la mano armata del maestro lasciandolo indifeso di fronte alla nuova, potente scarica di Fulmini di Sidious, che lo scaraventa lontano, verso i tetti della città. Anakin stringe così un patto con Palpatine questi salverà la moglie di Anakin dalla morte con la tecnica di Plagueis e la insegnerà a sua volta ad Anakin in cambio Anakin diverrà il suo apprendista e farà tutto ciò che Palpatine vorrà. Siglato il patto i 2 si preparano a fare la mossa successiva per prendere il potere sulla repubblica dei Jedi.
Con la conversione al lato oscuro di Anakin (al quale dà il nome di Dart Fener), Palpatine dà inizio alla grande purga Jedi mandando Anakin al tempio Jedi a capo di una squadra di cloni per uccidere tutti gli Jedi lì presenti e ordinando ai clone trooper sparsi per la Galassia e guidati dai generali Jedi di ribellarsi alle loro guide e ucciderli (mediante il preventivato ordine 66). Scampano alla morte solo Yoda (che riesce a fuggire dal pianeta Kashyyyk con l'aiuto dei Wookiee Tarfful e Chewbecca), Obi-Wan (che si trova su Utapau dopo esservi stato mandato per eliminare Grievous), Kanan Jarrus, Quinlan Vos e Cal Kestis.
(Davanti al Senato, Palpatine annuncia la nascita dell'Impero Galattico)
In seguito allo sterminio dei Jedi, Palpatine manda il giovane Dart Fener nel sistema di Mustafar ad eliminare tutti i restanti componenti della Confederazione dei Sistemi Indipendenti. Eliminati quindi tutti i suoi nemici, Palpatine fa la sua ultima, più importante mossa: riunito il Senato in assemblea, trasforma la conformazione politica della Galassia, facendo morire la Repubblica e dando vita all'Impero, ponendosi a capo di esso come Imperatore (grazie ai suoi poteri mentali, Palpatine controlla il Senato che appoggia incondizionatamente persino questa sua tirannica proposta). Malgrado abbia di fatto vinto, Palpatine si ritrova inaspettatamente in difficoltà, dato l'improvviso ritorno del maestro Yoda, col quale dà vita ad un epico duello il quale si chiude in parità.
Immediatamente dopo, decide di partire per Mustafar per soccorrere Dart Fener che, nel frattempo, è stato sconfitto e mutilato da Obi-Wan e atrocemente arso dalla lava del pianeta, cosa che lo riduce in fin di vita. L'intervento di Palpatine salva la vita al giovane Sith, ma da quel momento è costretto ad indossare permanentemente una speciale armatura e una maschera che lo mantengono in vita. Malgrado il dominio di Sidious sia totale nella galassia, gli sfugge un evento apparentemente insignificante, ma che con gli anni si rivelerà invece molto importante: la nascita dei figli di Fener e Padmé, Luke Skywalker e Leila Organa, che verranno tenuti al sicuro da Obi-Wan, Yoda e Bail Organa.

#### Il risveglio della Forza
La voce di Palpatine è udibile nel momento in cui Rey ha una visione scaturita dal tocco della spada laser di Anakin e Luke.

#### L'ascesa di Skywalker
L'Imperatore Palpatine ritorna nuovamente nei panni di antagonista principale nell'Episodio IX, qui si scopre che è misteriosamente riuscito a sopravvivere alla caduta nel reattore della Morte Nera e si è mantenuto in vita grazie alla clonazione e ad un complesso supporto vitale su Exegol, un pianeta nascosto nelle Regioni Ignote e oltretutto è anche il creatore del defunto Snoke. Deciso a ripristinare l'ormai caduto Impero Galattico, con i suoi poteri dà vita a Snoke facendogli creare il Primo Ordine per trasformarlo nel nuovo Impero. Inoltre, nel corso degli anni ha costruito un'enorme flotta di incrociatori stellari, ciascuno dei quali dotati di un'arma capace di distruggere un pianeta (come viene dimostrato con la distruzione di Kijimi), che è disposto a dare a Kylo Ren per farlo regnare come nuovo imperatore sulla galassia solo se quest'ultimo avesse ucciso l'ultima Jedi rimasta in vita: Rey. Tuttavia, in seguito, si scopre che Palpatine è il nonno di Rey, e che le vere intenzioni di Darth Sidious erano di far succedere lei al trono dei Sith al posto di Kylo Ren. La giovane Jedi riesce però a prevalere sul Lato Oscuro (grazie anche all'aiuto del sopraggiunto e ravveduto Ben Solo) e l'Imperatore si trova obbligato a uccidere i due protagonisti, rubando la loro energia vitale per tornare definitivamente in vita. Sarà solo grazie alla forza di volontà di Rey, che richiama a sé tutti gli Jedi del passato e resiste ai fulmini di Forza deflettendoli verso Palpatine, che l'Imperatore verrà definitivamente sconfitto una volta per tutte, provocando anche la distruzione del complesso su Exegol.

### Televisione

#### The Clone Wars
La notizia che il suo ex-allievo Darth Maul da tutti creduto morto per mano di Obi-Wan Kenobi su Naboo durante l'invasione di Naboo (che era sopravvissuto e riapparso e che stava cercando di formare un impero criminale) non colse impreparato Palpatine, il quale era deciso a spodestare il Sith, ritenendolo un rivale. Venne a sapere che aveva preso il controllo del pianeta Mandalore e, poiché esso era un sistema neutrale e la Repubblica non poteva intervenire, decise di recarsi da solo per risolvere la faccenda. Arrivato sul pianeta, entrò nella sala del trono, sbarazzandosi facilmente delle guardie e, dopo più di dieci anni, rincontrò il suo apprendista, scoprendo che egli aveva preso con sé un suo allievo personale, suo fratello Savage Opress. Tra i tre nacque un selvaggio combattimento, in cui Palpatine utilizzò ben due spade laser anziché una, e dopo aver messo fuori gioco Maul uccise Savage Opress pugnalandolo al petto con entrambe le lame e scaraventandolo via. Ricordando al suo ex-allievo la regola dei due lo affrontò nuovamente, mentre questi utilizzava oltre alla sua normale lama rossa anche la spada laser oscura conquistata nel duello contro Pre Vizsla. Nonostante l'abilità dello zabrak, a prevalere fu Palpatine il quale, dopo aver disarmato e stordito il suo ex-allievo, lo torturò brutalmente con i fulmini di Forza senza però ucciderlo, informandolo di volerlo utilizzare per i suoi scopi. Ricomparirà in seguito nella stagione finale dove tramite ologramma ordinerà al Capitano Rex di eseguire l'Ordine 66.

#### Rebels
In Star Wars Rebels, ambientato tra la trilogia prequel e la trilogia originale, Palpatine è ritratto come l'Imperatore dell'Impero Galattico. Appare brevemente come voce alla fine della première della seconda stagione. Dart Fener informa Palpatine che la cellula dell'Alleanza Ribelle su Lothal è stata distrutta e che Ahsoka Tano è viva e ora sta aiutando i Ribelli. Palpatine vede questa come un'opportunità per cercare altri Jedi rimasti, ordinando a Fener di inviare un Inquisitore per dare la caccia ad Ahsoka e un altro per dare la caccia ai Ribelli. Palpatine riappare nella quarta stagione come un ologramma che sovrintende allo scavo del Tempio Jedi di Lothal, che contiene un portale per una dimensione separata della Forza al di fuori dello spazio e del tempo, che Palpatine considera un "condotto tra i vivi e i morti" che potrebbe dargli un potere senza pari della Forza stessa se può accedervi. Poco dopo che il protagonista Ezra Bridger attraversa il tempo e lo spazio per salvare Ahsoka da Fener riuscendoci, Palpatine si rivela attraverso un portale attaccando Ezra e Ahsoka. Tuttavia, i due riescono a evitarlo e si separano, negando così a Palpatine il pieno potere. Il malvagio Signore Oscuro ritorna nuovamente nel finale della serie. Nell'episodio, Ezra, dopo essersi arreso al Grand'Ammiraglio Thrawn per proteggere Lothal, viene portato da lui in una stanza contenente una sezione ricostruita del Tempio Jedi in rovina e un ologramma di Palpatine. Il Signore Oscuro, avendo riconosciuto la minaccia che Ezra rappresenta per l'Impero, si presenta come un vecchio gentile e mostra a Ezra una visione dei suoi genitori morti attraverso una porta del tempio, promettendo che il giovane sarà con loro se vi entrerà. Ezra è inizialmente ipnotizzato dalla promessa di Palpatine sta per entrare nella porta, ma alla fine resiste e distrugge il Tempio Jedi ricostruito e l'illusione. L'ologramma di Palpatine emerge dalle macerie e ordina alle sue Guardie Reali di uccidere Ezra mentre lui scompare.

#### The Bad Batch
Compare brevemente nella prima puntata della serie per due volte in versione olografica. La prima mentre ordina al comandante della maestra Jedi Depa Billaba di eseguire l'Ordine 66 e poi su Kamino dove proclama la nascita dell'impero Galattico, stessa sequenza che si vede nel terzo episodio della saga. Ricompare dal vivo nell'ottava puntata della seconda stagione dove in Senato davanti a tutti ordina l'arresto dell'ammiraglio Rampart, dopo che era stato accusato di aver distrutto Kamino senza che nessuno lo sapesse, e dichiara che l'esercito dei cloni venga smantellato completamente per mantenere la più completa sicurezza. In realtà tutta questa manovra era stata ideata da Palpatine stesso per sbarazzarsi dell'ufficiale e fare fuori i cloni ormai ritenuti inutili.
Compare poi, nel terzo episodio della terza stagione, sul pianeta Tantiss per controllare l'avanzamento del progetto Negromante e dei progressi ottenuti da Hemlock sullo studio del Valore M.

#### Obi-Wan Kenobi
L'Imperatore appare in una delle scene finali della serie televisiva Obi-Wan Kenobi, mettendosi in contatto attraverso un ologramma con Fener, per redarguirlo sulla sua ossessione di cercare Kenobi per la galassia, facendogli comprendere che, se non riuscirà a mettere definitivamente da parte i suoi sentimenti verso il suo vecchio maestro e più in generale verso il suo passato, questo finirà per indebolirlo e renderlo poco lucido.

#### Tales of the Jedi
Palpatine ricompare in veste di Darth Sidious in questa breve serie precisamente nel quarto episodio ambientato durante gli eventi del primo film. In questo episodio si incontra con Dooku poco dopo l'apparente morte del suo apprendista Darth Maul e si scopre che lui e il conte erano alleati da ben molto tempo (infatti era stato Sidious ad ordinargli di cancellare Kamino dagli archivi). In seguito viene scoperto dalla maestra Yaddle e ordina a Dooku di ucciderla ingaggiando un duello da cui il conte esce vittorioso. Sidious guadagna così un nuovo apprendista, Darth Tyranus.

### Fumetti

#### Figlio di Dathomir
Maul fu quindi imprigionato da Sidious e dal conte Dooku su Stygeon Prime in una prigione segreta e impenetrabile. Dooku e Sidious cercarono in tutti i modi di estorcere a Maul l'ubicazione delle basi della Shadow Collective ma lo zabrak venne soccorso da un gruppo di guerrieri della Ronda della Morte, riuscendo quindi ad evadere. Il gruppo si rifugiò poi sulla luna Zanbar, dove Maul e le sue forze tentarono di riorganizzarsi; all'improvviso, però, vennero attaccati dagli eserciti di droidi del generale Grievous: durante la battaglia molti mandaloriani vennero uccisi e Maul ingaggiò un breve duello con Grievous, riuscendo all'ultimo a fuggire. L'intento di Maul era quello di raggiungere Dathomir per tornare da madre Talzin; tuttavia questo suo piano non fu ignoto a Sidious. Scelta come roccaforte il pianeta Ord Mantell, Maul si organizza con i capi dell'organizzazione criminale Sole Nero e dei pyke per tendere una trappola a Dooku e Grievous, chiedendo l'aiuto a Madre Talzin, la quale fa partire per Ord Mantell i Fratelli della Notte, capeggiati da Viscus, in soccorso del loro fratello Maul. In quel frangente le armate di droidi di Grievous attaccano Ord Mantell ma, ingegnosamente, Maul fugge su un caccia mandaloriano e attacca lo schieramento di navi separatiste. Intanto Dooku, sceso sul pianeta alla ricerca di Maul, s'imbatte nei Fratelli della Notte, sconfiggendoli; nel momento in cui sta per uccidere Viscus viene catturato dal Sole Nero e dai Pyke mentre, nello spazio, Maul riesce a catturare Grievous. A seguito di ciò, però, sotto consiglio di Talzin, Maul decide di non uccidere Dooku bensì di allearsi con lui per sconfiggere Sidious, avendo Talzin previsto che questi avrebbe tradito il conte (cosa che effettivamente accadrà); infatti, turbato dalle criptiche parole della strega, Dooku accetta l'alleanza e, insieme a Maul, affronta in duello Obi-Wan e la Maestra Jedi Tiplee, che erano accorsi insieme alle cannoniere della Repubblica sull'avamposto della Shadow Collective. Nel breve duello che ne scaturisce Dooku uccide Tiplee e, insieme a Maul, riesce a fuggire dopo l'arrivo di Mace Windu e Aayla Secura, mentre Grievous fugge attraverso un guscio di salvataggio (dopo che il conte aveva premuto con la Forza l'interruttore della cella di detenzione dove il kaleesh era rinchiuso). Successivamente Maul e Dooku si recano su Dathomir dove Madre Talzin prende possesso del corpo del conte poco prima dell'arrivo di Sidious e Grievous. Maul e Dooku (controllato da Talzin) affrontano in duello Grievous e Sidious e questi, attraverso una potente scarica di fulmini di Forza, riesce a far uscire la strega dal corpo del conte; a quel punto, mentre Maul mette fuori combattimento Grievous con un calcio facendolo cadere in un baratro, Talzin, Sidious e Dooku ingaggiano uno scontro con i fulmini di Forza, mentre nello spazio le forze separatiste sono in procinto di atterrare su Dathomir. Quando la Shadow Collective decide di fuggire per la loro inferiorità numerica, Talzin spinge via Maul che viene tratto in salvo da due suoi accoliti mentre la strega, esaurite le forze, viene pugnalata al petto da Grievous, accorto improvvisamente. Maul riesce dunque a fuggire da Dathomir mentre Sidious, Dooku e Grievous osservano i resti del corpo ormai dissolto di Talzin. Nonostante questo, però, Sidious può dirsi vittorioso, avendo scacciato un rivale per il controllo della galassia.

## Poteri e abilità
(Palpatine nel film La vendetta dei Sith)

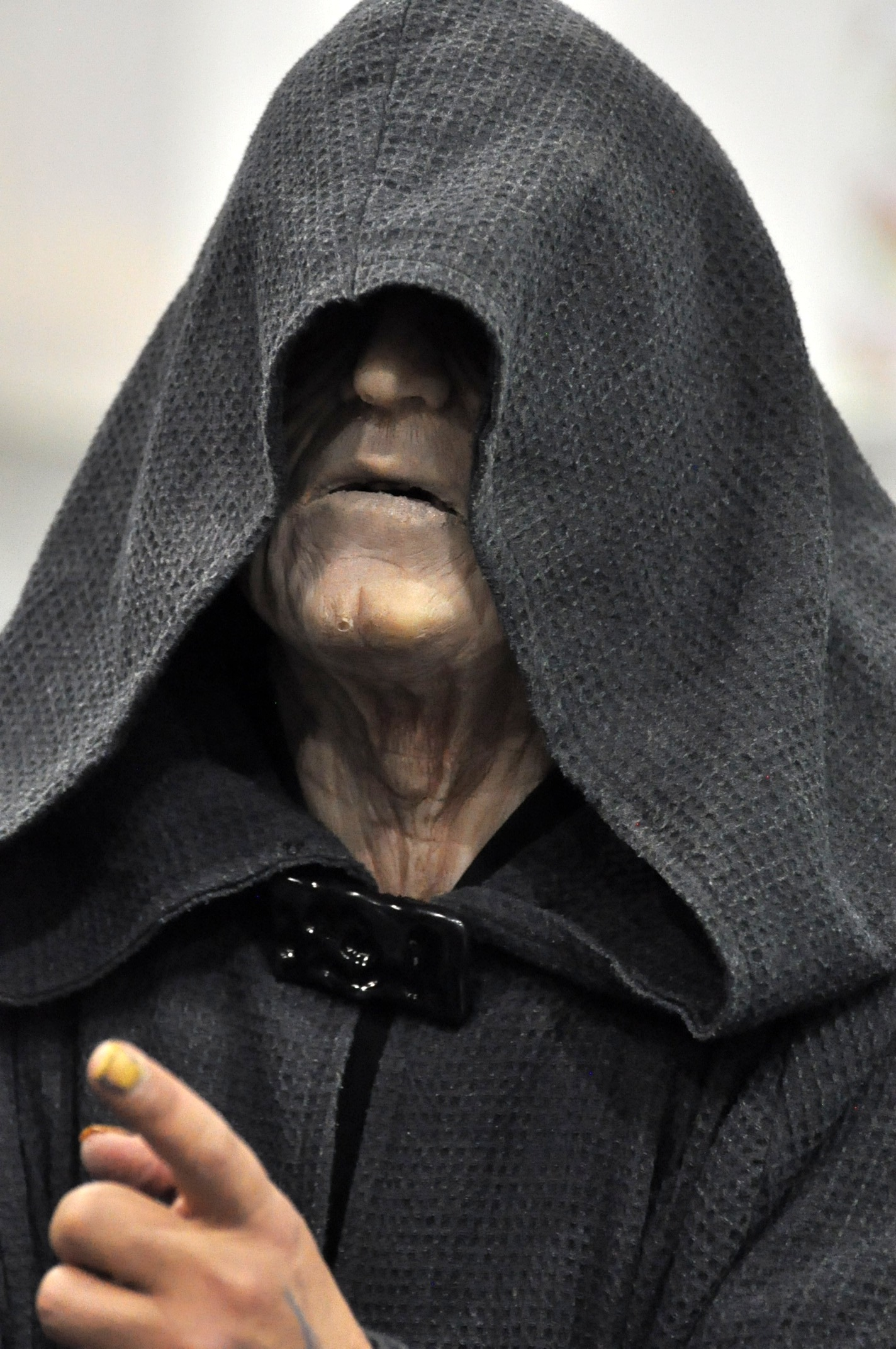
Cosplay dell'Imperatore (2013).

Palpatine è stato uno dei più potenti Signori Oscuri dei Sith nella storia dell'ordine Sith e l'unico a completare il loro obiettivo finale: la distruzione dell'ordine Jedi.
La più grande abilità di Palpatine è di manipolare qualsiasi essere ovunque si trovi, buono o malvagio che sia. Questo potere del lato oscuro gli ha consentito di raggiungere il potere politico e di corrompere, tra gli altri, dapprima il Conte Dooku e in seguito Anakin Skywalker. Questo, abbinato alla sua straordinaria intelligenza, alla sua ampia conoscenza di politica, filosofia, letteratura, burocrazia e psicologia lo rendono il Signore Oscuro dei Sith più adatto a vendicare il suo ordine.
Ha affinato molte tecniche Sith di uso del lato oscuro: sovente usa i fulmini di Forza, tecnica che ha insegnato anche a Dooku. Impiega la Forza per incrementare la propria agilità, divenendo capace di movimenti rapidi e imprevedibili che, unitamente alla sua abilità di spadaccino, lo rendono un avversario quasi imbattibile.
Grazie alla sua immensa conoscenza del lato oscuro è riuscito a sopravvivere alla distruzione della seconda Morte Nera rimanendo nel mondo dei vivi in uno stato di non-morto venendo continuamente supportato anche da apparecchi scientifici.

### Abilità con la spada laser
Contrariamente alla sua fragile apparenza, Palpatine è uno straordinario combattente, molto esperto nel combattimento con la spada laser, di cui padroneggia ogni stile, cambiandoli molto di frequente durante i duelli per disorientare gli avversari.
È così abile da riuscire ad uccidere i maestri Jedi Agen Kolar e Saesee Tiin con un singolo attacco in pochi istanti, e Kit Fisto pochi momenti dopo. Nello stesso duello, riesce a trattenere in combattimento il potente Mace Windu fino all'arrivo di Anakin Skywalker. Affronta in duello il maestro Yoda, concludendo lo scontro in parità ma forzandolo a fuggire ed auto-esiliarsi.
Durante un duello, Palpatine non combatte quasi mai al massimo delle sue abilità, per far sì che l'avversario sia sicuro di stare per vincere e poi colpirlo di sorpresa.
Palpatine è anche in grado di combattere utilizzando efficacemente due spade contemporaneamente, come dimostrato nello scontro avvenuto contro il suo ex-apprendista Darth Maul ("risorto") e suo fratello Savage Opress su Mandalore.
Nel suo personale stile di lotta, attacca frequentemente con un salto acrobatico in avanti che consiste nel piroettare su sé stesso, rimanendo sospeso parallelamente al terreno.

### Dialettica e menzogna come arma
Palpatine ha grandissime capacità oratorie ed ha applicato per anni un'autentica strategia dialettica che gli permette di passare inosservato e nello stesso tempo gli ha offerto la possibilità di scalare il potere all'interno del sistema politico che reggeva la Repubblica Galattica.
Se da una parte si mostra devotissimo al suo mondo natale, Naboo, fedele alla Repubblica e perfino amico, mentore e tutore per Anakin Skywalker, dall'altra spinge alcuni senatori a compiere decisioni per suo conto facendo leva sui loro sentimenti e desideri.
La sua capacità di dire la cosa giusta al momento giusto, forse non è frutto della conoscenza del lato oscuro, ma solo della sua intelligenza: egli riesce a farsi da prima amico Anakin e riesce altrettanto facilmente a spingere il non certo intelligente Jar Jar Binks, come supplente senatore di Padmé Amidala, a far proporre in Senato la mozione per la costituzione di un Esercito della Repubblica, strumento in realtà indispensabile a Palpatine per sterminare i cavalieri Jedi.
È bravo a generare dubbi e sfrutta questa capacità per confondere la mente di Anakin e farlo dubitare della lealtà alla Repubblica del consiglio Jedi. Forse usa sistemi ed argomenti simili anche col Conte Dooku per convincerlo che l'unico modo per avere una Repubblica non corrotta è cedere al lato oscuro e farla comandare ai Sith.
Palpatine più volte nel corso della sua esistenza sfrutta bugie e mezze verità per farsi credere più forte o più debole di ciò che realmente sia. Anche quanto da lui stesso raccontato ad Anakin riguardo a Darth Plagueis potrebbe essere solo una mezza verità per irretire il ragazzo: egli dal suo maestro non ha appreso esattamente tutto, visto che non sa affatto come usare i midichlorian per generare la vita. Inoltre mente di fronte al Maestro Windu per farsi credere sul punto di venir sconfitto e spingere Anakin a fare una scelta.
Nonostante la sua mente al limite della genialità, nemmeno il signore oscuro dei Sith è esente dal commettere inevitabilmente errori che gli si rivelano in seguito fatali. Come dichiarato da Yoda e da Luke Skywalker la sua eccessiva fiducia nel lato oscuro della forza lo rende cieco e lo porta a ignorare persone e eventi che lui considera insignificanti di fronte ai suoi alti schemi, non rendendosi conto di quanto questi possano essere in realtà pericolosi. Questa arroganza porta Palpatine a sottovalutare l'Alleanza Ribelle durante la battaglia di Endor, convinto che nulla potrà rovinare i suoi piani e le sue strategie ben studiate, mentre in realtà i ribelli guidati da Ian Solo e affiancati, a sua insaputa, dai primitivi ewok riusciranno a sconfiggere le sue truppe e disattivare lo scudo deflettore della seconda Morte Nera. Così come crede fermamente che anche Luke cederà al lato oscuro come suo padre, per poi vedere con suo sgomento quanto il ragazzo sia in realtà resistente alla sua influenza. Inoltre ha pochissima considerazione dell'amore che lega Anakin Skywalker a Padmé, infatti dopo essere riuscito a convertire lo Jedi al lato oscuro della Forza e vedendo come la morte dell'amata e dei figli che portava in grembo l'avesse radicalmente cambiato è convinto di aver ottenuto un apprendista e un servitore totalmente devoto e per sempre preda del lato oscuro. Sidious pur avendo Dart Fener al suo fianco per anni non si renderà mai conto del fatto che dentro Fener è rimasto ancora del buono, dettato dal dolore per la perdita della moglie e che riemergerà sempre di più dopo aver scoperto che in realtà i figli che riteneva morti, Luke e Leila, ancora prima della nascita sono vivi, e sarà proprio questo a riportarlo al lato chiaro e sancire definitivamente la morte di Palpatine.

### Poteri e abilità nell'Universo espanso
È l'unico Sith a controllare veramente la distruzione della Forza. Raggiunge la capacità di manipolare la Forza fino a creare vere e proprie tempeste di cui, però ha solo un parziale controllo. È in grado di assorbire l'essenza vitale delle creature per prolungare la propria vita.
Grazie al cubo olocron ha appreso come trasformarsi in un fantasma di Forza per trasferirsi da un corpo all'altro e ad annullare lo spirito vitale dei corpi ospiti, divenendo così immortale.

#### Abilità con la spada laser
Palpatine affronta diversi scontri, combatte anche con l'apprendista segreto di Dart Fener, Galen Marek, sulla ancora in costruzione Morte Nera, riuscendo a sconfiggerlo.
Molti anni dopo, nel complesso di clonazione su Byss, Palpatine affronta, e sconfigge, anche Luke Skywalker.
Ritornando alcuni anni dopo la battaglia di Endor, vanta immensi poteri e la capacità di controllare le potenti tempeste di Forza, cosa che si dimostra falsa, visto che Leila Organa e Luke Skywalker uniti insieme riescono a fargliene rivolgere contro una da lui stesso generata.

#### Rinascita
Nella serie dell'Universo espanso L'ombra dell'Impero, Palpatine dice a Luke che la sua morte durante la battaglia di Endor non era la sua prima morte e che aveva cominciato a trasferire il suo spirito in corpi clonati alcuni anni prima quando il suo corpo originale era degenerato a causa di un uso eccessivo del lato oscuro. Nonostante tale definizione sembra spiegare anche la ragione per cui Palpatine del terzo film appaia più giovane di quello del secondo, il funzionario della Lucasfilm Leland Chee ha dichiarato che Palpatine sta mentendo a Luke e che la sua morte sulla seconda Morte Nera è stata sicuramente la prima.

## Star Wars Legends

### Le origini
Nell'Universo espanso, come narrato nel romanzo di James Luceno Darth Plagueis, Palpatine nasce l'11 dell'ottavo mese standard nell'82 BBY su Naboo, da una famiglia di nobili con numerosi fratelli e sorelle ed è figlio di Cosinga Palpatine, molto influente nell'ambiente politico e aristocratico del pianeta. Palpatine ha fatto in modo che la propria storia personale fosse accuratamente nascosta e cancellata, specialmente la parte riguardante la sua "seconda vita" come signore dei Sith, molto più importante per lui della prima.
Il giovane Palpatine viene poi scoperto da un muun, Hego Damask, che è in realtà un potente Signore Oscuro dei Sith, dal nome Darth Plagueis. Plagueis incontra Palpatine all'università di Theed e, appurato il suo potenziale nel lato oscuro, decide di indurlo lentamente a lui. Quando Palpatine stermina volutamente la sua famiglia, in preda al potere del lato oscuro, Plagueis si rivela a lui come signore dei Sith e il giovane decide di diventare suo apprendista; Plagueis gli conferisce l'appellativo Darth Sidious.

#### Apprendistato
Sotto la tutela di Plagueis, Sidious apprende le conoscenze dei Sith. Impara la storia del culto e dell'esistenza di Darth Bane, un antico Sith che ha creato la "regola dei due" per riportare il culto nell'ombra e lasciare che la linea dei Sith continui non notata. I metodi di addestramento Sith sono brutali e inumani. Gli allievi vengono spezzati nello spirito e rimodellati secondo il volere del maestro, un'operazione fatta apertamente senza alcuna menzogna davanti al proprio apprendista. Plagueis fa esattamente ciò che ha promesso: a Sidious viene tolto ciò che gli è più caro, gli viene negato ciò che desidera e gli viene fatto affrontare ciò che teme di più. Lo spirito di Sidious viene distrutto e sostituito col credo del lato oscuro, col quale avrebbe imparato a raggiungere il potere, prima su sé stesso, poi su un altro, poi su un gruppo, un ordine, una specie, un gruppo di specie, e infine la galassia stessa.
Oltre a Plagueis solo Sidious conosce gli scopi dei Sith, ovvero la vendetta contro i nemici Jedi. La vendetta è stata formulata sin dai primi giorni in cui finì la battaglia di Ruusan, quando Bane riformò l'ordine Sith prendendo con sé un nuovo campione, Darth Zannah. Non ci sarebbe stato confronto diretto con gli Jedi, poiché essi sarebbero dovuti morire con la decadenza della Repubblica Galattica; i Sith avrebbero solo accelerato il processo. Plagueis si dimostra un mentore eccezionale. Sin dall'inizio Sidious impara a pensare come il suo prossimo, anticipando le sue azioni e i suoi pensieri. In diverse decine di anni la sua potenza nella Forza si moltiplica e la sua conoscenza dei Sith diviene vastissima, al punto che per mezzo della pratica della meditazione Qey'tek apprende il potere di nascondere la propria affinità con la Forza ai Jedi. Ma questo a Plagueis non basta, desiderando un apprendista ancora più potente.

#### Ascesa al potere
Palpatine, dopo aver sorpassato il maestro, si ritrova con un apprendista potente, e uno futuro ancora migliore. In giovane età Palpatine inizia la sua carriera politica, nascondendo la sua reale identità. Su Naboo, la politica veniva studiata dai 12 ai 20 anni di età. Palpatine inizia nel 70 BBY e inizia la sua carriera nella politica locale di Naboo intorno al 62 BBY, con diverse elezioni. Nonostante i suoi primi anni nella politica siano deludenti, impara diverse lezioni importanti che affinano la sua abilità di manipolazione. Quando il senatore Vidar Kim, il rappresentante di Naboo nel Senato galattico, viene assassinato da una maladiana non identificata nel 52 BBY, il trentenne Palpatine ne diviene il successore.
Una volta al Senato, non perde tempo nel formare alleanze e amicizie che avrebbero potuto essere vantaggiose in futuro. Una delle prime è col figlio di Vidar Kim, Ronhar, uno Jedi che aveva tagliato i rapporti con la famiglia per via dei dettami del codice Jedi, ma che era presente quando il padre venne ucciso. Palpatine lo avvicina per sapere se Ronhar sia in qualche modo a conoscenza di particolari pericolosi; fortunatamente per Sidious il ragazzo è interessato più alla sua carriera e al suo futuro che al colpevole dell'assassinio. Ronhar avrebbe seguito le orme del padre in politica seguendo il suo volere. Palpatine coglie l'occasione per avere un informatore ignaro che lo informi di ogni singola mossa che gli Jedi stanno compiendo.

#### Palpatine al Senato
Quando Palpatine arriva al Senato per la prima volta è già un ottimo manipolatore: è vantaggioso per lui rimanere sottovalutato, in modo da tenere gli altri senatori lontani dai suoi affari; agendo "sotto il radar" dei suoi nemici, loro non possono accorgersi di essere stati colpiti. Palpatine non fa nulla per dissuadere i suoi rivali, facendosi sempre considerare un provinciale, che continua a perdere occasioni per affermarsi in campo politico: più se ne lascia scappare, meno sembra pericoloso ed è deciso ad avanzare con passo lento ma costante, sapendo che in futuro questa tecnica gli avrebbe riservato grandi vantaggi.
Secondo il profeta Kadann, Palpatine ha un figlio, Triclops, che viene bandito e messo a lavorare nelle miniere di spezia di Kessel.

#### Successore al trono dei Sith
Plagueis era un mistico. Ossessionato dalla generazione spontanea e dall'immortalità, si pensa che avesse studiato degli insegnamenti proibiti e possedeva (o si pensa che possedesse) conoscenze che potessero salvare coloro che stavano per morire, o anche farli ritornare in vita. Sidious non vede nulla di allarmante in questa ricerca: molti Jedi e Sith del passato hanno provato a scoprire metodi per sfuggire alla morte per migliaia di anni, senza successo. Probabilmente i più potenti signori oscuri dell'antichità conoscevano questi segreti, e Plagueis cercava di riscoprirli.
La rottura tra il maestro e l'allievo avviene quando Plagueis porta le proprie ricerche verso limiti quasi irraggiungibili: Plagueis cerca di studiare metodi che possano permettere la creazione della vita dal nulla. Non è certo se Plagueis abbia carpito questi segreti, ma ad un certo punto parla a Sidious riguardo a un esperimento fatto sui midi-chlorian usando antiche tecniche Sith per manipolare la Forza, che il bambino risultante da questo esperimento sarebbe stato l'incarnazione vivente della Forza stessa.
Sidious capisce che Plagueis ha in mente di rimpiazzarlo, e che non avrebbe avuto alcun contendente per la posizione di capo supremo e maestro dei Sith. Pertanto finge di mostrare contentezza, ma la sua mente è concentrata laddove è giusto che sia per un Sith: su sé stesso. Esisteva una minaccia al suo potere e ai suoi piani: restava da decidere cosa farne. Sidious è comunque padrone dei propri piani: ha imparato tutto ciò che riguardava i Sith e i loro segreti da Plagueis, e ha già un proprio allievo segreto, Darth Maul; è diventato un maestro di fatto, l'elemento superfluo è Plagueis stesso. In breve tempo, Sidious uccide Plagueis nel sonno subito dopo essere stato eletto cancelliere supremo (32 BBY). Nonostante la morte di Plagueis, il bambino nasce. È sconosciuta la circostanza in cui nasce, ma nel 41 BBY Shmi Skywalker dà alla luce un bambino il cui numero di midi-chlorian è superiore a qualunque altro Jedi esistito. Il bambino, di nome Anakin Skywalker, è il frutto della visione di Darth Plagueis e Sidious ne tiene costantemente d'occhio la crescita.

### Le guerre dei cloni

#### Il progettoOutbound Flight
Nel 27 BBY il Maestro Jedi Jorus C'baoth organizza il progetto Outbound Flight che si pone di cercare altre specie sensibili alla Forza al di fuori della galassia. I suoi sforzi sono bloccati dalla burocrazia repubblicana, finché non sventa un tentativo di assassinio su Barlok, convincendo Palpatine e il senato a dare al progetto il supporto dovuto. C'baoth però non sospetta che il Sith sia colui che avrebbe sabotato il progetto. Palpatine, infatti, riesce a procurarsi dei campioni di sangue di Jorus per un progetto di clonazione (mascherato da semplice controllo) del maestro Jedi. Quando Outbound Flight parte, C'baoth prende il controllo di ogni operazione, arrivando anche a prendere i bambini di gente sensibile alla Forza durante la notte. Stabilendosi come leader della nave, scalzando il capitano, guadagna il risentimento di molti dei coloni che erano saliti sulla Outbound Flight in cerca di migliore vita. Al progetto partecipano anche Obi-Wan Kenobi e Anakin Skywalker (i quali hanno il compito da Mace Windu di spiare C'baoth) ma i due sono costretti ad abbandonarlo, scendendo sul pianeta Roxuli per ordine di Palpatine stesso che, chiaramente, vista la fine che l'astronave avrebbe fatto, non avrebbe potuto permettere che colui che sarebbe diventato il suo prossimo apprendista morisse. Quando Outbound Flight entra nelle Regioni Ignote, gli umani incontrano i vagaari e i chiss. Thrawn, il leader dei chiss in quel periodo (il quale si è accordato con Palpatine stesso), contatta C'baoth e arriva sulla Outbound Flight per incontrarlo, ma quando Jorus rifiuta di accettare la richiesta di Thrawn di lasciare lo Spazio Chiss, il maestro passa al lato oscuro e soffoca il chiss con la Forza. Prima che Thrawn possa morire, la padawan di C'baoth, Lorana Jinzler, attiva un ordine pre-impostato da Thrawn per attaccare la nave. C'baoth viene ucciso nell'attacco a causa dell'esplosione di bombe a radiazione (27 BBY); stessa sorte tocca anche a Lorana. Il progetto, il cui sabotaggio è stato orchestrato da Sidious stesso, riesce nell'intento del Sith di sterminare ancora una volta un gruppo di Jedi e, oltre a questo, i sopravvissuti di Outbound Flight, scoperti nel 22 ABY, mostrarono risentimento e odio verso gli Jedi.

#### Il caso Seti Ashgad
Uno dei più pericolosi oppositori di Palpatine è Seti Ashgad, un ex-costruttore di iperguide che usa la propria fama di costruttore del primo Z-95 Headhunter per garantirsi un posto nel Senato. Ashgad si dimostra carismatico, seducente, fluente nel parlare e capace di guadagnare rispetto. Palpatine tiene questo particolare individuo sotto controllo, e quando Ashgad si dimostra contrario all'installazione di droidi-telecamere nel Senato, Palpatine decide di agire.
Anche altri si oppongono, come Bail Organa, ma Ashgad dimostra di occupare una posizione migliore sia di quella di Organa (non ancora un pilastro dell'opposizione) sia di quella della giovane idealista Mon Mothma e dimostra di essere talmente potente e carismatico da poter votare una mozione di sfiducia nei confronti di Palpatine, se trovasse il giusto appoggio in Senato; consapevole di ciò, Palpatine decide di impedire che la situazione si spinga fino a questo punto.
I mass media informano il pubblico della sparizione improvvisa di Ashgad. Solo decine di anni dopo si verrà a sapere che Asghad è stato catturato da Sidious ed esiliato su Nam Chorios, sede di una colonia penale in disuso. Sidious decide di non ucciderlo, ritenendo di poterlo utilizzare in futuro per ragioni tattiche o politiche.

#### Il ritorno di Finis Valorum
L'ex cancelliere Valorum, per undici anni, ha osservato Palpatine da lontano, monitorando le sue attività pubbliche e private, notando come i suoi avversari, come Ashgad, sparissero nel nulla. Palpatine però ha occhi e orecchie dappertutto, anche in semplici droidi da custodia come quelli che sono in possesso di Organa. Valorum parla con Organa dandogli fiducia e coraggio, al punto che Bail si presenta all'ufficio del Senatore affermando che in nessun caso avrebbe appoggiato l'Atto di Costrizione e che si sarebbe opposto. Palpatine ha già deciso di uccidere Valorum; Valorum sta cominciando a riguadagnare prestigio tra i senatori sfiduciati dal comportamento del cancelliere. La soluzione è la sua eliminazione, mentre è ancora poco in vista, ora che è diventato un vecchio ex-politico. Infatti Valorum viene ucciso nel 21 BBY in un attacco terroristico poco tempo dopo la battaglia di Jabiim, quando la Star of Iskin, il mercantile sul quale l'ex cancelliere si è imbarcato, esplode durante la partenza. L'attacco è stato organizzato in segreto da Darth Sidious ma pubblicamente attribuito ai separatisti. Questo è raccontato nel fumetto Star Wars: Republic 61: Dead Ends, il quale è in contraddizione con la sesta stagione della serie Star Wars: The Clone Wars in cui Valorum risulta di fatto vivo (poiché parla nel 20 BBY al maestro Yoda); di conseguenza i fatti raccontati nel fumetto sono da ritenersi non canonici.

#### I frutti del piano
Con la conversione al lato oscuro di Anakin (al quale dà il nome di Dart Fener), Palpatine dà inizio alla Grande Purga Jedi mandando Anakin al tempio Jedi a capo di una squadra di cloni per uccidere tutti gli Jedi lì presenti e ordinando ai clone trooper sparsi per la Galassia e guidati dai generali Jedi di ribellarsi alle loro guide e ucciderli (mediante il preventivato ordine 66). Scampano alla morte Yoda (che riesce a fuggire dal pianeta Kashyyyk con l'aiuto dei Wookiee Tarfful e Chewbecca), Obi-Wan (che si trova su Utapau dopo esservi stato mandato per eliminare Grievous) e molti altri Jedi (anche se ciò non si vede nel film ma solo nelle varie opere a fumetti) tra cui K'Kruhk, Empatojayos Brand, Quinlan Vos, An'ya Kuro, Kanan Jarrus, Shaak Ti e oltre tremila padawan salvati da quest'ultima.

### Imperializzazione
Con la creazione dell'Impero tutte le istituzioni della Vecchia Repubblica vengono smantellate o trasformate. Palpatine cambia nome a molti luoghi ed istituzioni: Coruscant diventa il Centro Imperiale, e il Senato galattico diventa il Senato imperiale. Anche l'esercito della Repubblica venne riorganizzato: gli ufficiali più spietati e crudeli (come ad esempio il Grand Moff Tarkin) vengono premiati e vengono loro dati importanti incarichi. I clone trooper, derivanti da Jango Fett, vengono incrementati con i cloni di altri individui scelti e con alcune truppe regolari, i cui migliori combattenti diventano gli stormtrooper, l'élite dell'esercito. La COMPOR (Commission for the Protection of the Republic) diventa COMPNOR (Commission for the Preservation of the New Order). La COMPNOR diventa una potenza dell'Impero, e i suoi organi si insinuano in ogni angolo della società. La Imperial Security Bureau (ISB) viene fondata come parte della COMPNOR per controbilanciare l'intelligence imperiale, e diventa la polizia segreta dell'Imperatore. Palpatine diffonde false prove che accusano gli Jedi per infangarne il nome ed il ricordo. Crea varie organizzazioni con lo scopo di diffondere le proprie idee sociali, culturali e politiche. Anche se questo tentativo di instaurazione di un regime totalitario rimane debole, l'Impero si rafforza in continuazione fino alla sua disgregazione (che avverrà solo nel 4 ABY). L'Impero promuove uno stile estetico generale semplice e ispirato al militarismo, al contrario dello stile sfarzoso e opulento della Repubblica. I non-umani e le donne vengono in gran parte esclusi dal sistema, e i governatori regionali si rendono responsabili di atrocità indicibili.

#### Tradimenti, mistificazioni e genocidi
Nel 18 BBY, Palpatine invita l'ex-Jedi Ferus Olin a Coruscant per chiedergli di trovare il sabotatore del sistema computerizzato del pianeta Samaria. Ferus si rifiuta all'inizio, ma viene costretto ad accettare quando Palpatine fa arrestare due suoi amici; ciò fa nascere in Dart Fener il sospetto che l'Imperatore voglia prendere Ferus come accolito.
Durante la Grande Purga Jedi, Palpatine fa spargere voci riguardanti un'azione militare perfetta da parte di Dart Fener, che si conclude con la morte di cinquanta Jedi per mano sua; in realtà Fener aveva ucciso otto Jedi con l'aiuto della Legione 501, ma la voce si rivela utile a tenere la galassia sotto un costante clima di paura.
Palpatine si rende anche responsabile della devastazione di Caamas. L'Imperatore vede i caamasiani come una minaccia, e con l'aiuto di alcuni bothan l'Impero riesce ad effettuare un bombardamento orbitale. Il mondo viene distrutto e trasformato in una distesa arida, con i caamasiani che vengono dispersi nella galassia. Nel 18 BBY, l'Imperatore costruisce una super-arma a forma di asteroide, l'Occhio di Palpatine, per distruggere una enclave Jedi su Belsavis. L'astronave viene sabotata da due cavalieri Jedi e gli Jedi di Belsavis riescono a salvarsi. La super-arma verrà dimenticata e riscoperta nel 12 ABY da Roganda Ismaren.
In un certo periodo Palpatine stabilisce una comunicazione con lo Shreeftut del lontano Impero Ssi-Ruuvi tramite l'uso del lato oscuro. Appare nei sogni dello Shreeftut affermando di essere il capo di un Impero del Nucleo Galattico. Con lui l'Imperatore avvia un commercio usando droidi e "soggetti" come merce di scambio, che porterà all'invasione di Bakura nel 4 ABY.

#### Un pianeta infestato dal lato oscuro
Poco tempo dopo la dichiarazione formale della creazione dell'Impero, Darth Sidious inizia il suo piano di trasformazione di Byss nella nuova capitale e mondo trono. Usa migliaia di lavoranti alieni provenienti da Utapau, Gamorr, Toydaria e Geonosis. Oltre all'energia oscura di Byss, Palpatine inizia a nutrirsi dell'energia vitale degli alieni lavoranti, per allungare la propria aspettativa di vita.

#### La Mano dell'Imperatore
Sidious e Fener portano anche un certo numero di padawan Jedi rifiutati e messi a lavorare nei Corpi Agricoli su Bandomeer per addestrarli e renderli ottimi servitori. Fener sceglie gli allievi migliori, e gli viene dato il diritto di disporre di un numero di "cavie". Inizialmente sceglie quattro allievi, tra cui Tremayne.
Palpatine impiega un gran numero di agenti sensibili alla Forza. Gli adepti del lato oscuro sono all'esterno dell'organizzazione ufficiale dell'Impero e sono parte di un'organizzazione nota come Mano dell'Imperatore che risponde direttamente all'Imperatore o a Dart Fener. Palpatine intende sostituire gli ufficiali chiave con gli adepti, malgrado la limitatezza del loro numero.

#### La ricerca dell'immortalità
Palpatine visita diverse volte Korriban, dove si trova il cimitero dei Signori Oscuri dei Sith, per chiedere consiglio agli spiriti dei suoi predecessori. Palpatine scopre anche molti segreti della Forza tramite un olocron Jedi, ottenuto durante la Grande Purga Jedi: con le conoscenze così acquisite scrive un manuale, il Dark Side Compendium, che tratta lo studio della natura del lato oscuro; riuscirà a portare a termine solo due dei tre manoscritti.

#### Attentato
Nell'1 BBY, Palpatine e Fener vengono scelti come bersaglio da un gruppo di ufficiali traditori comandati dal Moff Trachta. Trachta vede i Sith come arcaici e obsoleti, e crede che l'Impero non debba essere regolato da un culto costituito da due persone. Il piano di Trachta fallisce a causa dei contrasti interni alla loro coalizione.

### L'Imperatore rinato e il risorgimento dell'Impero
Palpatine, però, sa qualcosa che Luke e suo padre non possono immaginare: la morte è per lui un ostacolo superabile.
A differenza dei suoi predecessori Sith, Palpatine non ha mai avuto intenzione di avere un erede al trono dell'ordine Sith; intende governare un Impero che avrebbe avuto la galassia in pugno per sempre, con lui stesso come vero capo. Non riuscendo a riscoprire il segreto di Darth Plagueis, il suo defunto maestro, Palpatine studia un diverso metodo per sfuggire alla morte salvando il proprio spirito dopo la morte del suo corpo, diventando simile a un fantasma di Forza. Nel corso degli anni, ha fatto preparare una certa serie di cloni per sé stesso, nel caso fosse morto. La scorta primaria viene tenuta su Byss, controllata dagli Jedi Oscuri e dalle sue guardie.
La tattica e la strategia di Thrawn portano le rimanenze dell'Impero sul limite della vittoria nel 10 ABY, fermata solo dal tradimento della sua guardia del corpo Rukh. Incoraggiato dai successi di Thrawn, il circolo imperiale dei signori della guerra fa iniziare un attacco devastante sulla capitale galattica Coruscant. La Repubblica, da poco ricostituitasi, deve pertanto ritirarsi.
In quel momento l'Imperatore, risorto da tempo in uno dei suoi cloni, usa i suoi poteri per creare una tempesta di Forza per portare Luke su Byss. Rivelatosi a lui, gli mostra la potenza del lato oscuro della Forza. Luke, vedendosi faccia a faccia con un nemico all'apparenza immortale, decide inconcepibilmente di diventare il nuovo apprendista Sith di Darth Sidious.
In realtà Luke è ancora segretamente alleato con la Nuova Repubblica, e, subito dopo essere stato proclamato comandante di tutte le forze imperiali, riesce ad accedere ai codici top-secret che controllano i devastatori di mondi, le terribili fortezze-fabbrica usate dal rinato Impero Galattico per distruggere i mondi che hanno appoggiato in passato l'Alleanza Ribelle. Luke fa in modo che molti devastatori si fermino e ne disattiva le armi per permettere alle truppe ribelli di assaltarli e distruggerli.
Il complotto di Skywalker è già stato previsto da Palpatine e da alcuni dei suoi ufficiali maggiori, i quali avevano espresso dubbi nel lasciare il giovane a capo della flotta, in quanto avrebbe arrecato un danno consistente all'Impero a favore della Repubblica. Palpatine li rassicura, spiegando che poche astronavi perdute non sono certo un problema in quanto Skywalker pensa di avere davvero l'Imperatore sotto controllo, mentre sta accadendo il contrario. Palpatine ha già previsto che, avendolo ai suoi ordini, il giovane sarebbe stato lentamente e inesorabilmente sedotto dal lato oscuro.
Segretamente Palpatine si oppone alle mosse di Skywalker, massimizzando i guadagni e riducendo le perdite, ignorando le sconfitte delle sue truppe anche in certe grandi battaglie o campagne: ha già fatto lo stesso con Dart Fener, ed è determinato anche in questa occasione, in quanto il guadagno, sotto forma di un nuovo allievo, sarebbe stato molto maggiore.
Alla fine, Luke esplora troppo a fondo il lato oscuro della Forza nel tentativo di carpirne i segreti per debellarlo, non riuscendo ad un certo punto a ribellarsi più al suo nuovo maestro. In un tentativo di liberarsi dell'oscurità, Luke si dirige verso una stanza in cui sono conservati i contenitori per la clonazione, con lo scopo di produrre nuovi corpi per Palpatine. Prima che possa distruggerli tutti, Palpatine riesce a trasferire la sua essenza vitale in un altro clone ed affronta Luke che, sconfitto, si vede infine incapace di ribellarsi al lato oscuro.
Leila, giunta in soccorso del fratello, riesce a dare abbastanza coraggio al giovane, permettendogli di liberarsi dalla presa oscura e di combattere di nuovo. Insieme i fratelli Skywalker riescono a sconfiggere temporaneamente l'Imperatore, rivoltando contro di lui una potente tempesta di Forza ch'egli stesso aveva generato.
Ciononostante anche in questa occasione Palpatine riesce a trasferirsi in un nuovo clone, nascosto lontano da Byss e continua la sua crociata contro la Nuova Repubblica. Grazie a nuove e potenti super-armi, come la Galaxy Gun e il super star destroyer Eclipse II, Palpatine riesce a conquistare diversi mondi della Repubblica. Malgrado il rafforzarsi del suo Impero, i poteri di Sidious si fanno mano a mano più deboli.

#### L'olocron Jedi e l'immortalità
Palpatine tenta di convertire al lato oscuro anche Leila Organa, all'epoca incinta del suo terzo figlio, Anakin Solo. Per riuscirci, l'Imperatore le mostra un cubo olocron Jedi che è in suo possesso: l'olocron è stato costruito dal maestro Jedi Vodo-Siosk Baas ed era appartenuto a Bodo Baas che lo usava per raccogliere la storia dell'ordine Jedi. Nel suo intento di trovare una soluzione per salvare il suo corpo dal disfacimento causato dai poteri del lato oscuro, Palpatine aveva inviato il Conte Dooku alla ricerca del cubo che si riteneva perduto ormai da 300 anni: il maestro Jedi Ashka Boda, inviato dal consiglio ad indagare sulle manovre del Conte riesce ad impadronirsene, ma durante la grande purga, Palpatine lo fa assassinare ed entra in possesso del potente oggetto. Lo studio dell'olocron, sebbene parziale, gli permette di scoprire come trasformarsi in un fantasma di Forza e come trasferire la propria coscienza anche ad anni luce di distanza. Grazie a queste conoscenze, unite a quelle del Lato Oscuro, Palpatine diventa virtualmente immortale. Durante gli eventi che portano alla costituzione dell'Impero Rinato, la Principessa Leila riesce anche ad impadronirsi del cubo con grande rabbia dell'Imperatore: lo studio dell'olocron e l'aiuto di alcuni maestri Jedi sopravvissuti alla grande purga, permettono a lei e Luke di costituire un nuovo Praxeum su Yavin IV.

### La fine di Palpatine
Carnor Jax ha ad un certo punto contaminato i campioni genetici dei corpi da clonare, compreso il campione sorgente. Anche gli scienziati imperiali si dichiarano sconfitti di fronte a questo avvenimento inaspettato. Col suo ultimo corpo in via di decomposizione rapida, Palpatine si reca sul mondo-cimitero di Korriban per consultarsi con gli spiriti degli antichi signori dei Sith. Il loro suggerimento riguardò il giovane Anakin Solo: Palpatine avrebbe dovuto entrare nel corpo del bambino per sopravvivere.
Palpatine porta la Eclipse II su Onderon, dove la famiglia Solo ha trasferito i propri figli. La squadra di cavalieri Jedi di Luke non trova l'Imperatore sulla nave, in quanto è sceso su Onderon per cercare Leila. Durante la battaglia tra Repubblica e Impero, Lando Calrissian e R2-D2 riescono a salire sulla nave. R2-D2 sabota l'iperguida del vascello e impone le coordinate della zona in cui è presente la Galaxy Gun, sopra Byss. Nonostante i tentativi dell'equipaggio di riprendere il controllo, le due super-armi si schiantano, e l'ultimo missile della Galaxy Gun viene attratto dalla gravità del pianeta, causando la sua distruzione.
Nel frattempo, l'Imperatore affronta Leila, riuscendo a prendere il piccolo Anakin. Prima di poter completare il suo piano, Luke e altri due Jedi, Rayf Ysanna e Empatojayos Brand, arrivano in tempo per salvare Leila e il bambino. Palpatine ferisce gravemente Ysanna e Brand, ma viene colpito alla schiena da Ian Solo con un tiro di blaster. Distrutto il suo ultimo corpo, lo spirito di Palpatine deve cercare di entrare nel corpo del piccolo Anakin per restare in vita, ma viene intercettato dal morente Brand, che lega la propria forza vitale morente a quella dell'Imperatore, portandolo con sé nelle profondità della Forza. Maledicendo Palpatine la famiglia Skywalker, il suo spirito viene distrutto in frammenti di oscurità.